# Wieland Herzfelde
Wieland Herzfelde, de son vrai nom Wieland Herzfeld, né le 11 avril 1896 à Weggis en Suisse et mort le 23 novembre 1988 à Berlin-Est en République démocratique allemande, est un éditeur et écrivain allemand.

## Biographie
Wieland Herzfelde, né en 1896 en Suisse, est le frère de l'artiste John Heartfield avec lequel il s'installe à Berlin en 1914. Il fait des études de germanistique et de médecine. 
Avec son frère, il fonde en 1917 la maison d'édition Malik-Verlag qui publie des revues révolutionnaires de gauche comme Die Pleite ou Der Gemeine et des cahiers artistiques de George Grosz. Il fréquente des artistes berlinois avec lesquels il collabore, comme Harry Kessler, Erwin Piscator et Else Lasker-Schüler, qui l'incite à utiliser un pseudonyme. Il adhère avec Grosz et Heartfield au Parti communiste d'Allemagne (KPD) dès la fondation de celui-ci en 1918.
En 1924, la maison d'édition Malik s'agrandit pour accueillir une galerie d'art, la Grosz-Galerie, et une librairie.
En 1928, il s'inscrit à l'Association des écrivains prolétariens révolutionnaires. Entré dans la clandestinité à partir de 1933, après la prise du pouvoir par les nazis, Herzfelde se réfugie d'abord chez des amis et chez l'éditeur Ernst Rowohlt, avant de s'exiler en Tchécoslovaquie, à Prague où il continue à diriger le Malik-Verlag. L'arrivée de la Wehrmacht dans ce pays l'oblige à fuir en 1938 vers Londres. Il édite des œuvres de Johannes R. Becher et Ilya Ehrenbourg. Avec Anna Seghers, il publie la revue Neue Deutsche Blätter et les œuvres complètes de Bertolt Brecht. 
Il émigre à New York en 1939. En 1944, il fonde la maison d'édition Aurora-Verlag avec Bertolt Brecht, Lion Feuchtwanger, Alfred Döblin, Heinrich Mann, Ernst Bloch, Ferdinand Bruckner, Oskar Maria Graf, Ernst Waldinger und Franz Carl Weiskopf.

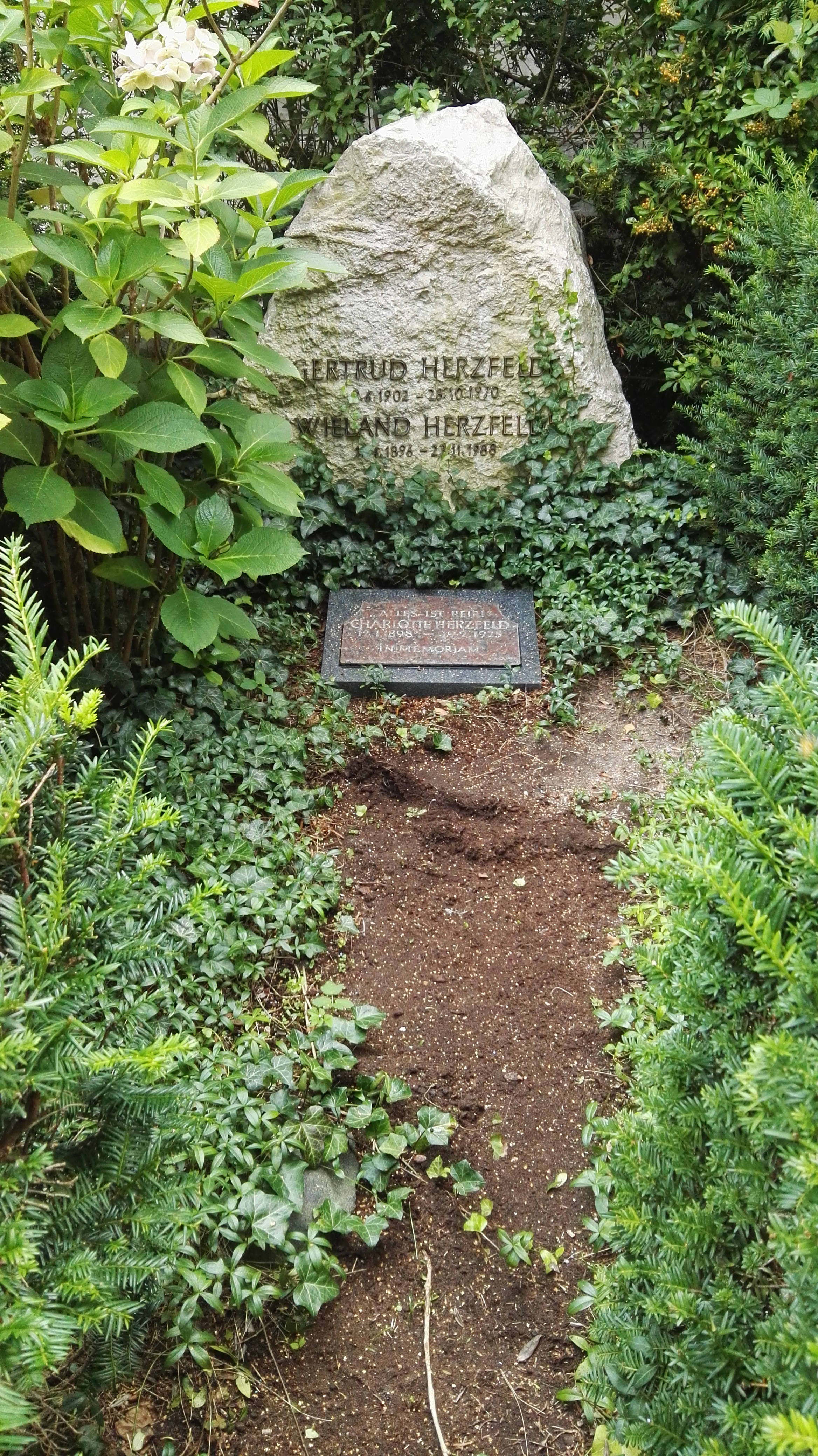
Tombe de Wieland Herzfelde au cimetière de Dorotheenstadt.

Après 1949, Wieland Herzfelde s'établit en République démocratique allemande où il est professeur de littérature à l'Université de Leipzig. Il est également écrivain et traducteur. Après le retour de son frère, il travaille avec lui sur des décors de théâtre et des conceptions de livres. Entre 1952 et 1962, il publie les œuvres complètes de Léon Tolstoï. Il est membre de l'Académie des arts de la RDA de 1961 à 1988.
En 1959, le prix Heinrich-Mann lui est décerné. Il est décoré de l'ordre de Karl-Marx en 1981 et reçoit le titre de citoyen d'honneur de Berlin-Est en 1986.
Il meurt à Berlin le 23 novembre 1988. Son urne est inhumée au cimetière de Dorotheenstadt dans une tombe d'honneur.

## Publications
- Sulamith, Berlin, 1917
- Tragigrotesken der Nacht-Träume, Berlin 1920
- Das Messer zwischen die Zähne. Ein Aufruf an die Intellektuellen, Berlin 1922
- George Grosz und Wieland Herzfelde : Die Kunst ist in Gefahr, Aufsätze, Berlin 1925
- Immergrün. Merkwürdige Erlebnisse und Erfahrungen eines fröhlichen Waisenknaben, Berlin (Est) 1949
- Das steinerne Meer. Ungewöhnliche Begebenheiten, Erzählungen, Leipzig 1955
- Unterwegs. Blätter aus 50 Jahren, Berlin (Est) 1961
- John Heartfield: Leben und Werk, Dresden 1962
- Blau und Rot, Gedichte, Leipzig 1971
- Zur Sache geschrieben und gesprochen zwischen 18 und 80, Berlin (Est), Weimar 1976
- Was Du berührst... Liebesgedichte, Berlin 1976

## Œuvres traduites
- Günther Anders, George Grosz, John Heartfield, Wieland Herzfelde (trad. de l'allemand par Catherine Wermester), L'art est en danger, Paris, Allia, 2012, 75 p. (ISBN 978-2-84485-434-6)